# Кашина Костоне (Комо)
Кашина Костоне је насеље у Италији у округу Комо, региону Ломбардија.
Према процени из 2011. у насељу је живело 18 становника. Насеље се налази на надморској висини од 328 м.